# Pierre Barillet
Pierre Barillet (* 24. August 1923 in Paris; † 8. Januar 2019 ebenda) war ein französischer Schriftsteller.

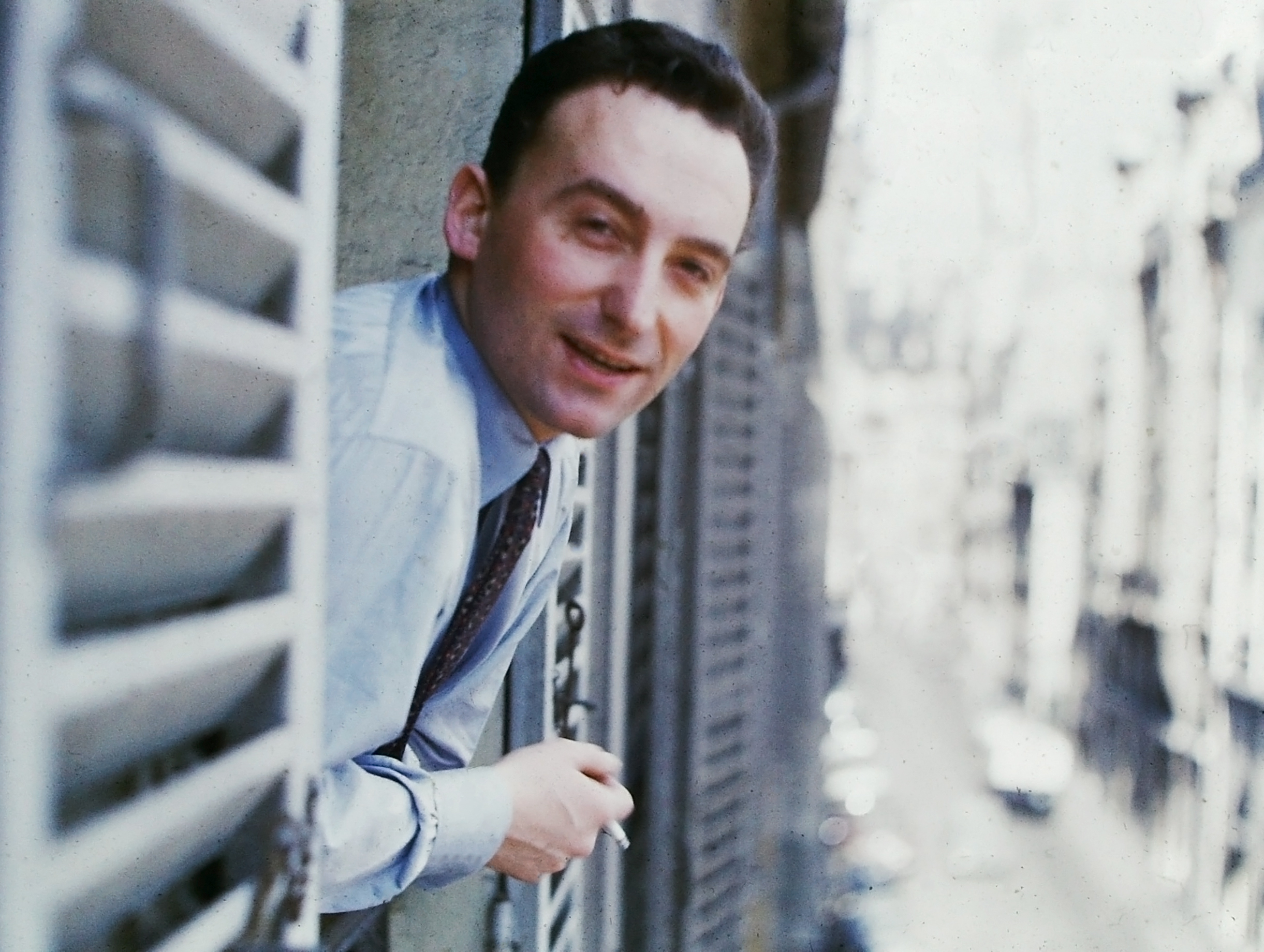
Pierre Barillet 1948

## Leben und Werk
Pierre Barillet machte sich als junger Mann in der Zeit der deutschen Besetzung von Paris (1940–1944) intensiv mit dem damals blühenden Theaterleben vertraut und schrieb ab 1945 eigene Stücke. Der Wendepunkt seines Lebens kam 1951, als die zusammen mit Jean-Pierre Grédy verfasste Boulevardkomödie Le Don d’Adèle einen derartigen Erfolg hatte (1000 Aufführungen), dass sie das Autorenpaar für 40 Jahre auf Boulevardtheater festlegte (Ami-ami, Fleur de cactus, Quarante carats, Peau de vache, Potiche und andere). Die zahlreichen gemeinsam geschriebenen Titel fanden auch im Ausland, namentlich am Broadway, Anklang und zogen Verfilmungen nach sich. Viele wurden auch ins Deutsche übersetzt (überwiegend von Charles Regnier). Zu den Themen gehören: Altern, Beziehungsprobleme, Hautfarbe oder Rolle der Frau.

## Boulevardtheater zusammen mit Jean-Pierre Grédy (deutsche Fassung)
- Vierzig Karat. 1960. Die Kaktusblüte. 1966.  Amanda. 1975.  Du bist ein Biest. 1976. Die Zierpflanze. 1981. Lily und Lily. 1986. Adèle. 1988. Eine königliche Familie. Eine Rose zum Frühstück. Vier Fenster zum Garten. Big Love. Der Favorit. Jetzt werden wir reich und glücklich. Der rote Bademantel.

## Filme nach Stücken von Barillet und Grédy (deutsche Fassung)
- Die Kaktusblüte.
- Das Schmuckstück.
- Meine erfundene Frau.

### Weitere Werke
- Les seigneurs du rire: Robert de Flers. Gaston Arman de Caillavet. Francis de Croisset. Fayard, Paris 1999.
- Un génie, ce petit. De Fallois, Paris 2005. (Roman)